# Pochodzenie rodziny Rougon-Macquartów
Pochodzenie rodziny Rougon-Macquartów, Wzniesienie się Rougonów lub Początki fortuny Rougonów (oryg. fr. La Fortune des Rougon) – pierwszy tom cyklu Émile’a Zoli Rougon-Macquartowie. Opublikowany po raz pierwszy na łamach „Le Siècle” na przełomie lat 1870 i 1871. W tomie tym przedstawiona zostaje większość bohaterów, którzy będą powtarzać się również w dalszych częściach. Akcja powieści rozgrywa się w fikcyjnej miejscowości Plassans w Prowansji w czasie zamachu stanu Napoleona III, między 7 a 11 grudnia 1851.

## Treść
Utwór rozpoczyna się od przedstawienia historii Rougon-Macquartów przed 1851 r. i założycielki rodziny Adelajdy Fouque, zwanej Didą. Jako młoda dziewczyna wyszła ona za mąż za robotnika rolnego Rougona, który rychło po ślubie zmarł, spłodziwszy jedynie syna Piotra. Adelajda uwikłała się wówczas w skandaliczny związek z przemytnikiem i pijakiem Macquartem, z którym miała kolejne dzieci – Antoniego i Urszulę. Maltretowana przez kochanka, od którego jednak nie umiała się uwolnić, popadała stopniowo w chorobę psychiczną, zaś faktyczną głową rodziny stawał się dorastający Piotr. Jego głównym celem stało się wzbogacenie. Ożenił się z Felicją Puech, córką zamożnego kupca, i pozbył się rodzeństwa (wydając siostrę za robotnika z Marsylii, a Antoniego nie wykupując od służby wojskowej). Stopniowo uzbierał pewien majątek, który jednak nie mógł zaspokoić jego rozbuchanych ambicji, a zwłaszcza chciwości energicznej małżonki. Dopiero na starość, dzięki najstarszemu synowi Eugeniuszowi, zyskał ogromną szansę na zdobycie majątku i szacunku: Eugeniusz przyłącza się do bonapartystowskiego spisku w Paryżu, a dzięki informacjom od niego Rougonowie mógł ryzykować pozornie niezrozumiałe operacji finansowe, jak i zdobyć szacunek jako „światowi ludzie polityki”.
W dalszej kolejności narrator opisuje historię gałęzi Macquartów, potomków Antoniego. Zgodnie z naturalistyczną teorią dziedziczenia pochodzenie ze związku alkoholika i kobiety chorej psychicznie nieodwracalnie zniszczyło życie Antoniego, który po powrocie z wojska okazał się alkoholikiem i leniem. Ożenił się z pracownicą fabryki krzeseł Józefiną Gavaudan, którą zmuszał do pracy nad siły i w rezultacie doprowadził do śmierci. Mieli trójkę dzieci: Lizę, Gerwazynę i Jana. Z kolei Urszula, żona robotnika Moureta, zmarła młodo, urodziwszy wcześniej córkę Helenę oraz synów Franciszka i Sylweriusza. Po śmierci ukochanej żony ojciec dzieci popełnił samobójstwo. Dzieci zostały rozdzielone; najmłodszy Sylweriusz znalazł się pod opieką Piotra Rougona w Plassans.
W 1851 r. – momencie rozpoczęcia właściwej akcji – do Plassans docierają wieści o zamachu stanu w Paryżu, nieliczni republikanie organizują powstanie zbrojne. Przyłącza się do niego Sylweriusz, młody i naiwny idealista, oraz jego ukochana Mietta Chantegreuil, córka galernika, dyskryminowana z powodu przeszłości ojca. Miasto staje się areną brutalnych walk, w których republikanie ponoszą klęskę, Mietta ginie w czasie bitwy, natomiast Piotr i Felicja Rougonowie drogą dowodzenia lokalną gwardią narodową oraz zakulisowych manewrów zyskują chwałę zbawców miasta. Sylweriusz zostaje pojmany i zastrzelony przez żandarma Rengade’a, do którego strzelał w czasie wcześniejszych starć. Egzekucję widzi młodszy syn Piotra Arystydes, jednak nie robi nic, by ratować kuzyna, którego uważa za „kompromitującego” dla rodziny. Piotr i Felicja osiągają swój cel – są bogaci i wpływowi.

## Nawiązanie historyczne i recepcja utworu

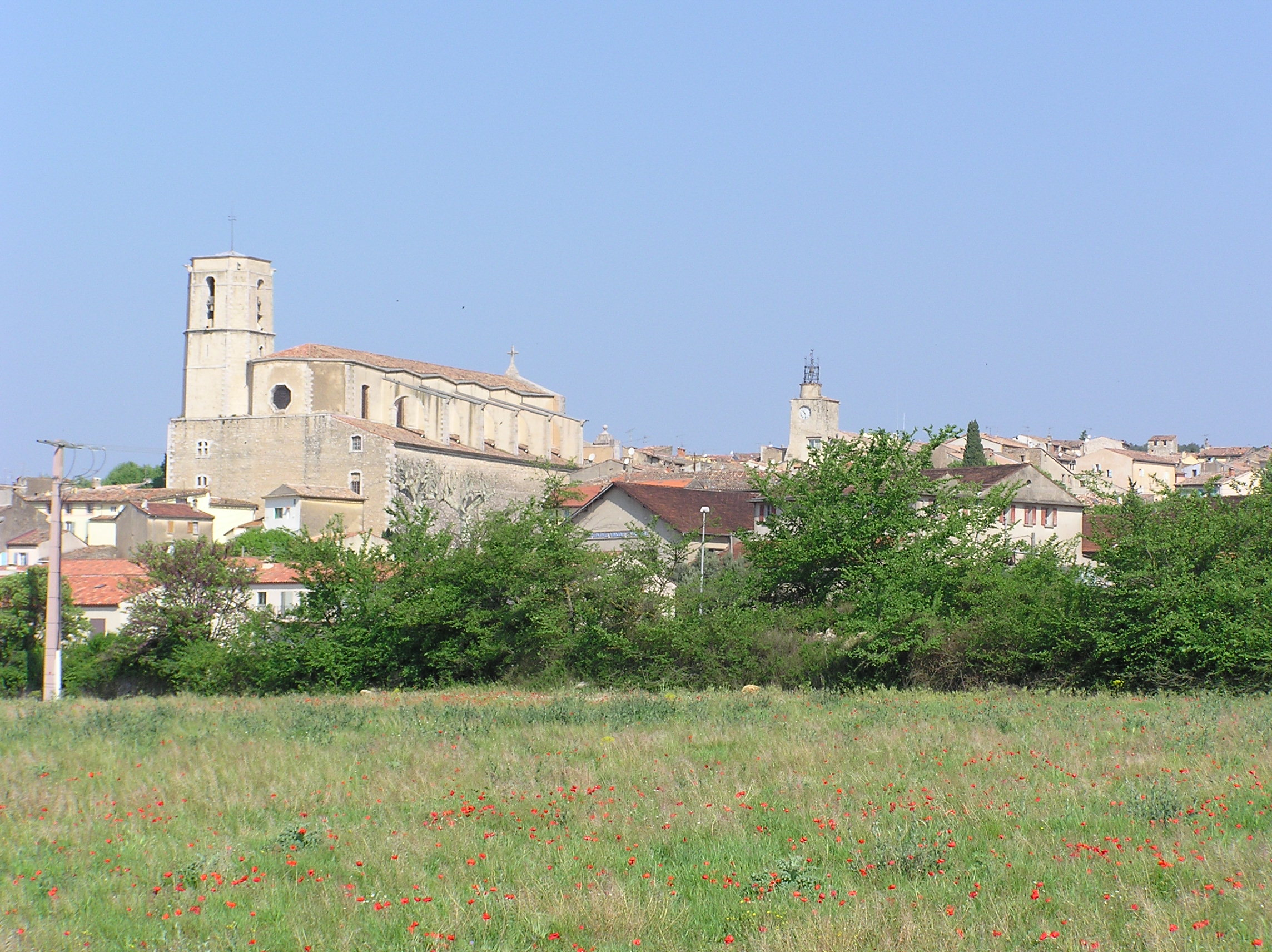
Panorama miasta Lorgues. Na wydarzeniach roku 1851 w tym mieście wzorowana była częściowo fabuła Pochodzenia rodziny Rougon-Macquartów

Emil Zola oparł historię nieudanego republikańskiego powstania na autentycznych wydarzeniach. Wiadomo, iż korzystał z historycznych opracowań rozruchów w departamentach Var, Delta Rodanu oraz Alpy Górnej Prowansji, książek Prowincja w grudniu 1851 Eugeniusza Ténota oraz Historia powstania w departamencie Var w 1851 r. Noëla Blache’a. To tam odnalazł opis wydarzeń w mieście Lorgues, które posłużyły za inspirację do opisu epizodu powstańczego w Plassans – wzięcie ratusza, młodą kobietę z czerwonym sztandarem, który niesie w powieści Mietta, strzał do żandarma i bezpośrednie represje za poniesione przez niego obrażenia w postaci masakry grupy powstańców, z których część była nieletnia. Równie istotne jest przedstawienie autentycznych grup społecznych i ich politycznych aspiracji. „Żółty salon” Rougonów wyraża marzenia tej części mieszczaństwa, która nie zdołała – jak wielka burżuazja – wzbogacić się poprzez pracę lub prowadzenie własnego interesu. Zola ukazuje, w jaki sposób przedstawiciele tej warstwy społecznej stopniowo przechodzą na pozycje antyrepublikańskie, wspierając początkowo legitymistów, a następnie stając się entuzjastami cesarstwa. Całkowity realizm utworu paradoksalnie utrudnia jednak koncepcja dziedziczenia, która istotnie determinuje poczynania zarówno Antoniego Macquarta (przeznaczonego do bycia dziedzicznym pijakiem i próżniakiem), jak i Sylweriusza, dla którego z kolei została przewidziana rola niezdolnego do adaptacji społecznego idealisty.
Zola nie uniknął również subiektywizmu: utwór zdecydowanie opowiada się po stronie republikanów przeciwko zachłannemu mieszczaństwu. Opisując środowisko, w jakim obracają się Rougonowie, autor stosuje satyryczne środki wyrazu, które w miarę postępów akcji przechodzą w coraz wyraźniejsze potępienie ich postępowania. Tymczasem opis działania powstańców, mimo całej ich naiwności, zostaje poddany wyraźnej gloryfikacji i monumentalizacji. Symbolem opozycji między tymi dwiema grupami jest częste posługiwanie się kolorem żółtym – barwą złota, i czerwienią – ukazującą krew.
Pierwsze wydanie książki przeszło faktycznie niezauważone, głównie ze względu na niekorzystny okres zawirowań politycznych we Francji. Jedynie Gustaw Flaubert po przeczytaniu dzieła zawyrokował, iż Zola „ma tęgi talent”.